# Stig Olson

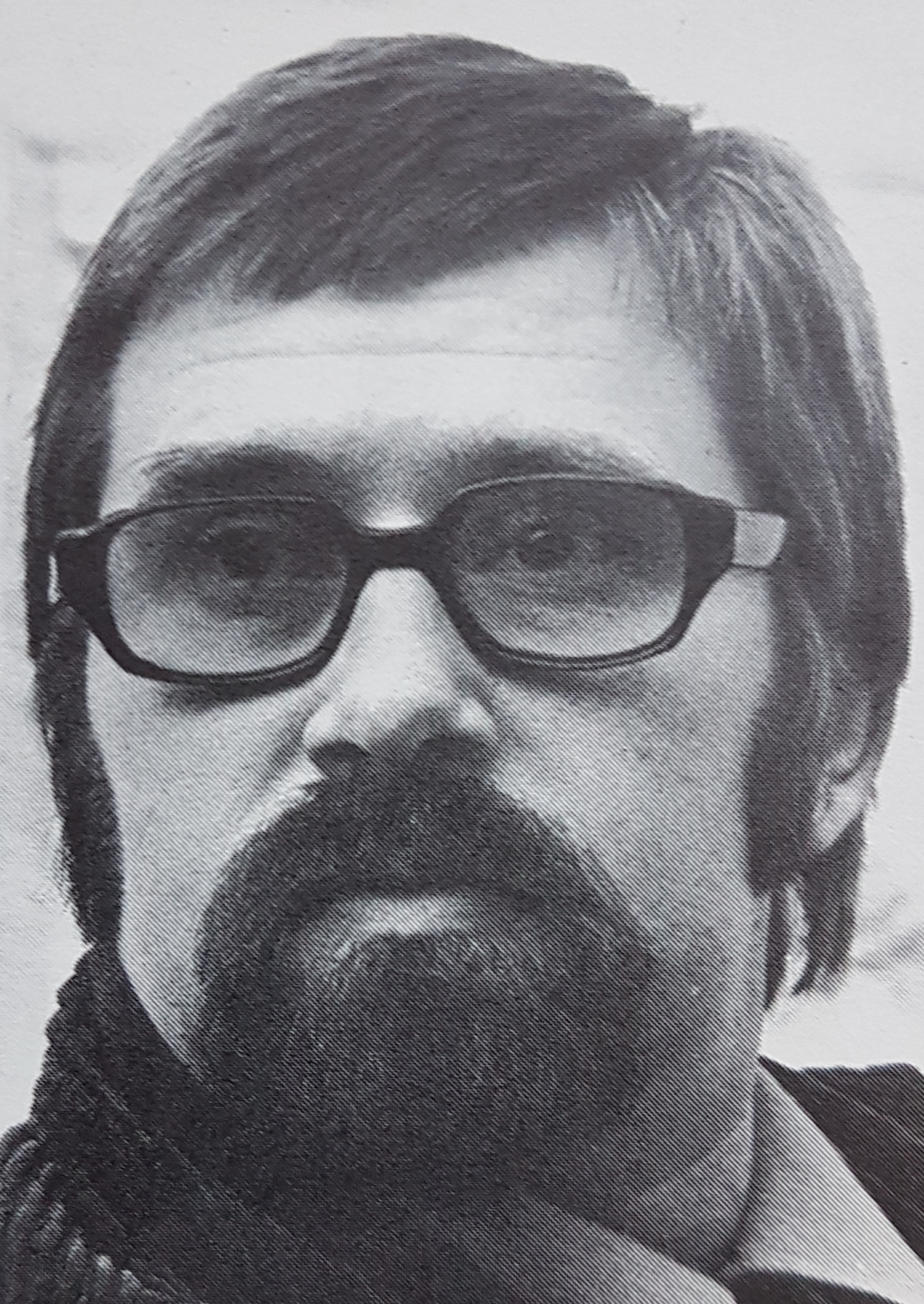
Stig Olson.

Stig Henrik Olson, född 3 september 1936 i Kristinehamn i Värmland, död 7 december 2016, var en svensk grafiker, tecknare och målare.
Han var son till Nils Olson och Karin Maria Norgren, gift 1956 - 1977 med Siv Barbro Anita Åhs. Sedan gift med konstnären Yana Rapp 2004 - 2016.
Olson studerade vid Anders Beckmans skola i Stockholm 1953–1958 och blev elev vid Konsthögskolan 1958. Han har deltagit i samlingsutställningarna Unga tecknare på Nationalmuseum och i ett flertal av Värmlands konstförenings utställningar den första 1956 i Karlstad och Kristinehamn samt Stockholmssalongerna på Liljevalchs konsthall 1958–1959, i utställningen Då och nu, Svensk grafik 1600–1959 på Liljevalchs konsthall 1959, och i Föreningen Graphicas utställning Ung grafik på Lunds konsthall 1961 samt Stockholm Art Fair. Tillsammans med Igge Karlsson ställde han ut i Karlshamn 1959.
Olsson har medverkat med teckningar i bland annat Perspektiv och All världens berättare. Han har tilldelades Nationalmuseums Unga Tecknare stipendiet, Statens arbetsstipendium, Thor Fagerqviststipendiet, Värmlands konstförenings stipendium, Örebro stads stipendium, Kristinehamns kommuns kulturstipendium, NA:s kulturpris 1996 samt Frödingmedaljen 1998.
Hans verk består av porträtt, figurmotiv och landskapsbilder i grafik och teckning, och stora format kompositioner i collageteknik. Bland hans offentliga arbeten märks utsmyckningar för Musikhögskolan i Örebro, Eldvaktaren i Örebro stadsbibliotek, Vintergatan i Kristinehamn samt med tuschlaveringen Cellisten för Konserthuset i Örebro.
Han bildade 1995 tillsammans med Göran Danielson, Richard Brixel och Peter Ekström konstnärsgruppen D4.
Olson är representerad på Nationalmuseum, Moderna museet, Statens porträttsamling på Gripsholms slott, Göteborgs konstmuseum, Malmö museum, Värmlands museum, Örebro läns landsting samt Örebro, Norrköping, Linköping, Västerås, Karlstad och Kristinehamns kommuns konstsamlingar samt med ett självporträtt på Uffizierna i Florens.